# Stazione di Amsterdam De Vlugtlaan
La stazione di Amsterdam De Vlugtlaan è stata una stazione ferroviaria secondaria nella città di Amsterdam, Paesi Bassi. Era una stazione passante di superficie a due binari sulla linea ferroviaria Amsterdam-Schiphol. Aperta il 1 giugno 1986 con l'apertura della linea Amsterdam-Schiphol, è stata chiusa il 28 maggio 2000. Il 1 giugno 1997 fu aperta in prossimità della stazione ferroviaria una stazione della linea 50 della metropolitana di Amsterdam. Chiamata inizialmente Bos en Lommerweg, il nome fu cambiato con lo stesso della adiacente stazione ferroviaria. La chiusura della stazione ferroviaria fu determinata dalla concorrenza della vicina stazione della metropolitana.